# Carlson Inlet
Das Carlson Inlet ist eine 160 km lange und 40 km breite Bucht an der Zumberge-Küste des westantarktischen Ellsworthlands. Sie liegt im südwestlichen Teil des Filchner-Ronne-Schelfeises zwischen dem Fletcher Ice Rise und dem Fowler Ice Rise.
Das Advisory Committee on Antarctic Names benannte die Bucht 1979 nach Leutnant Ronald F. Carlson (* 1929) von der United States Navy, Pilot einer R4D-8 und einer C-130 der Flugstaffel VX-6, der zahlreiche Flüge zur Unterstützung der Forschungstätigkeiten im Rahmen des Internationalen Geophysikalischen Jahres (1957–1958) und des United States Antarctic Research Program in den 1950er und 1960er Jahren durchführte. Darunter war ein Flug von der McMurdo-Station über das Ellsworthgebirge am 14. Dezember 1961, bei dem die Bucht fotografiert und skizziert wurde.